# Zoo de Guadeloupe
Koordinaten: 16° 10′ 50,6″ N, 61° 45′ 8,7″ W

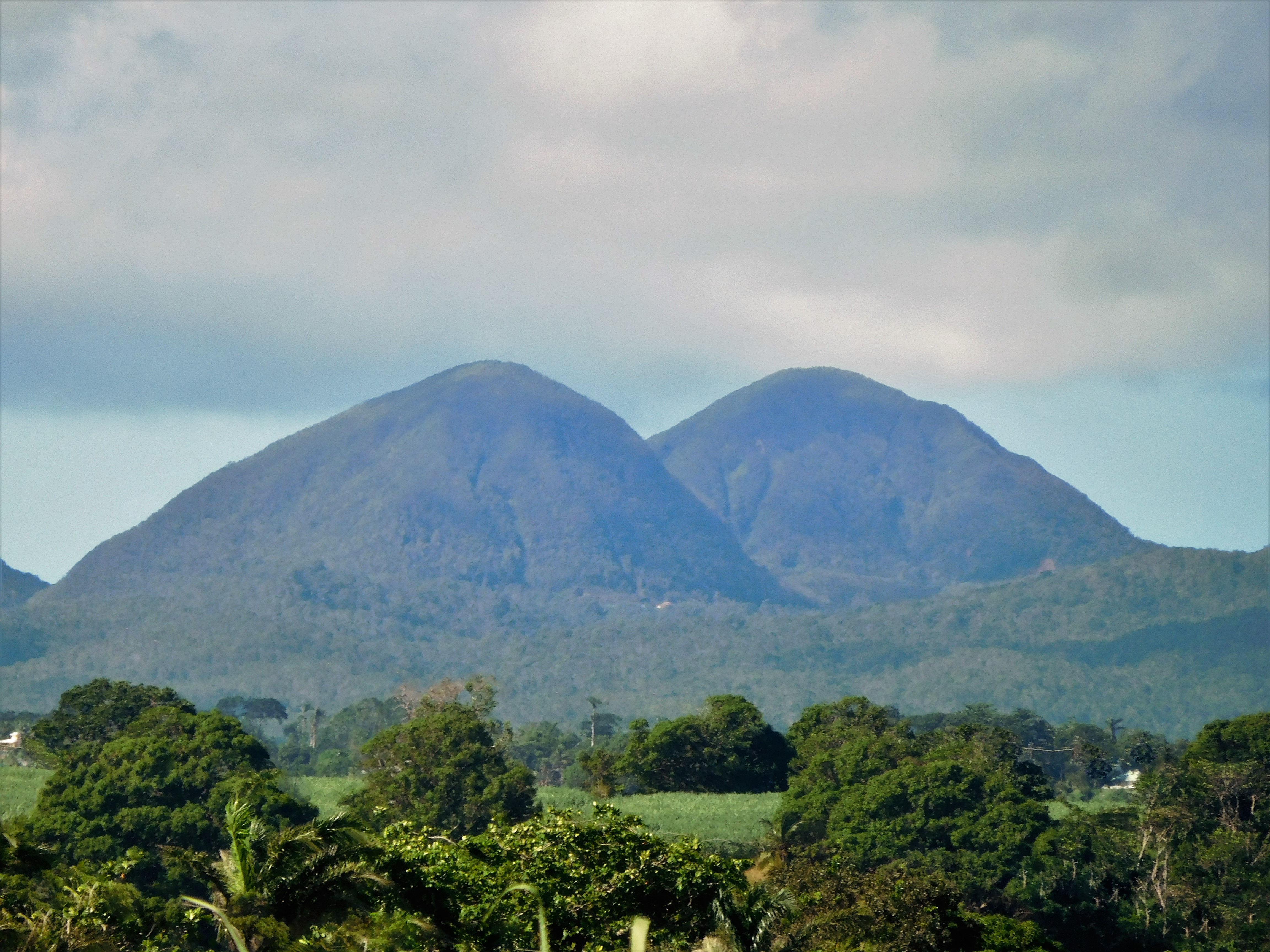
Les Mamelles

Der Zoo de Guadeloupe, offiziell als Zoo de Guadeloupe  Parc des Mamelles mit dem Zusatz Parc Zoologique & Botanique bezeichnet, ist ein Zoologischer Garten, der sich in der Gemeinde Bouillante auf der Insel Basse-Terre, der westlichen und größeren der beiden Hauptinseln des französischen Überseedépartements Guadeloupe in der Karibik befindet. Der Namensteil Parc des Mamelles bezieht sich auf die in südlicher Richtung im Nationalpark Guadeloupe gelegenen Berge Les Mamelles.

## Geschichte
In den 1990er Jahren begann Philippe Chaulet, der stellvertretende Bürgermeister von Bouillante, mit der Errichtung eines kombinierten Botanischen Gartens und Zoos. Da der Betrieb nicht rentabel arbeitete, wurde das Unternehmen 1998 von seinem Neffen Franck Chaulet und dessen Frau Angelique Chaulet aufgekauft und für den Tourismus ausgebaut. Bis zum Jahr 2010 konnte eine jährliche Anzahl der Besucher von rund 110.000 Personen erreicht werden.

## Anlagenkonzept
Der Zoo de Guadeloupe erstreckt sich über eine Fläche von ca. 4,0 Hektar. Er ist parkartig angelegt und enthält naturbelassene Elemente, beispielsweise Wasserfälle und Abschnitte tropischer Wälder. Der Zoo ist auf einem hügeligen Gelände gebaut. Damit die Besucher die Vegetation mit den tropischen Bäumen kennenlernen, sind mehrere begehbare Brücken in Höhen von bis zu zehn Metern vorhanden.

## Tier- und Pflanzenbestand
Im Zoo de Guadeloupe leben ca. 450 Tiere in rund 85 Arten. Dabei handelt es sich um Säugetiere, Reptilien, Vögel und Krustentiere. Es werden Arten des karibischen Raums sowie aus Französisch-Guayana gezeigt. Ausgestellt werden in der Hauptsache kleine bis mittelgroße Tiere bis zur Größe eines Ozelots (Leopardus pardalis). Als einzige Großkatzenart werden Jaguaree (Panthera onca) gehalten. Besondere Beachtung im Zoo gilt der Zucht des Guadeloupe-Waschbären (Procyon lotor minor), einer endemisch auf Guadeloupe vorkommenden Unterart des Waschbären (Procyon lotor). In den Parkanlagen sind u. a. Anthurien-, Alpinia-, Helikonien- und Philodendrenarten angepflanzt.

## Galerie
Die nachfolgenden Bilder zeigen einige im Zoo lebende heimische Vogelarten sowie typische Pflanzen aus den parkartigen Anlagen.

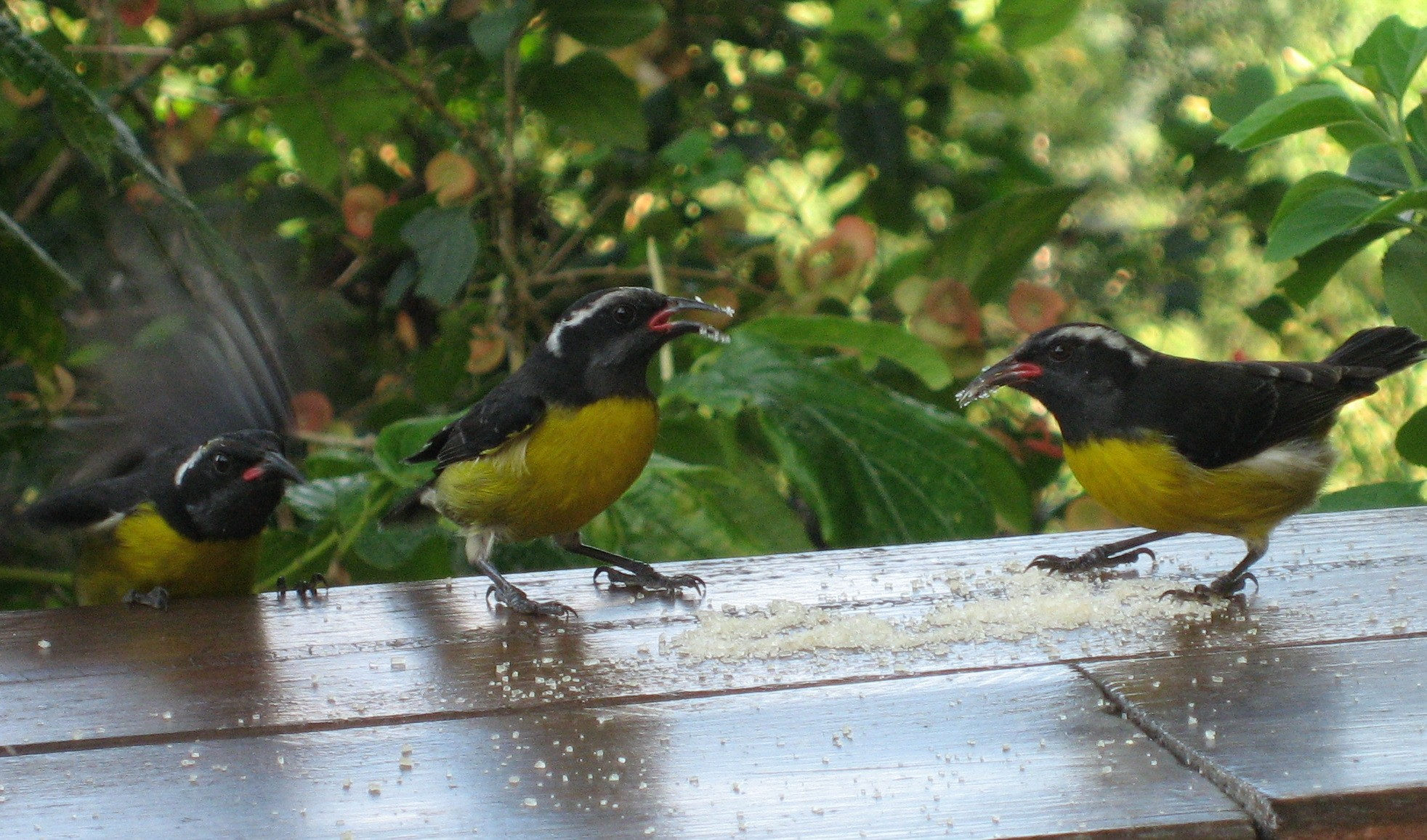
Zuckervögel (Coereba flaveola)
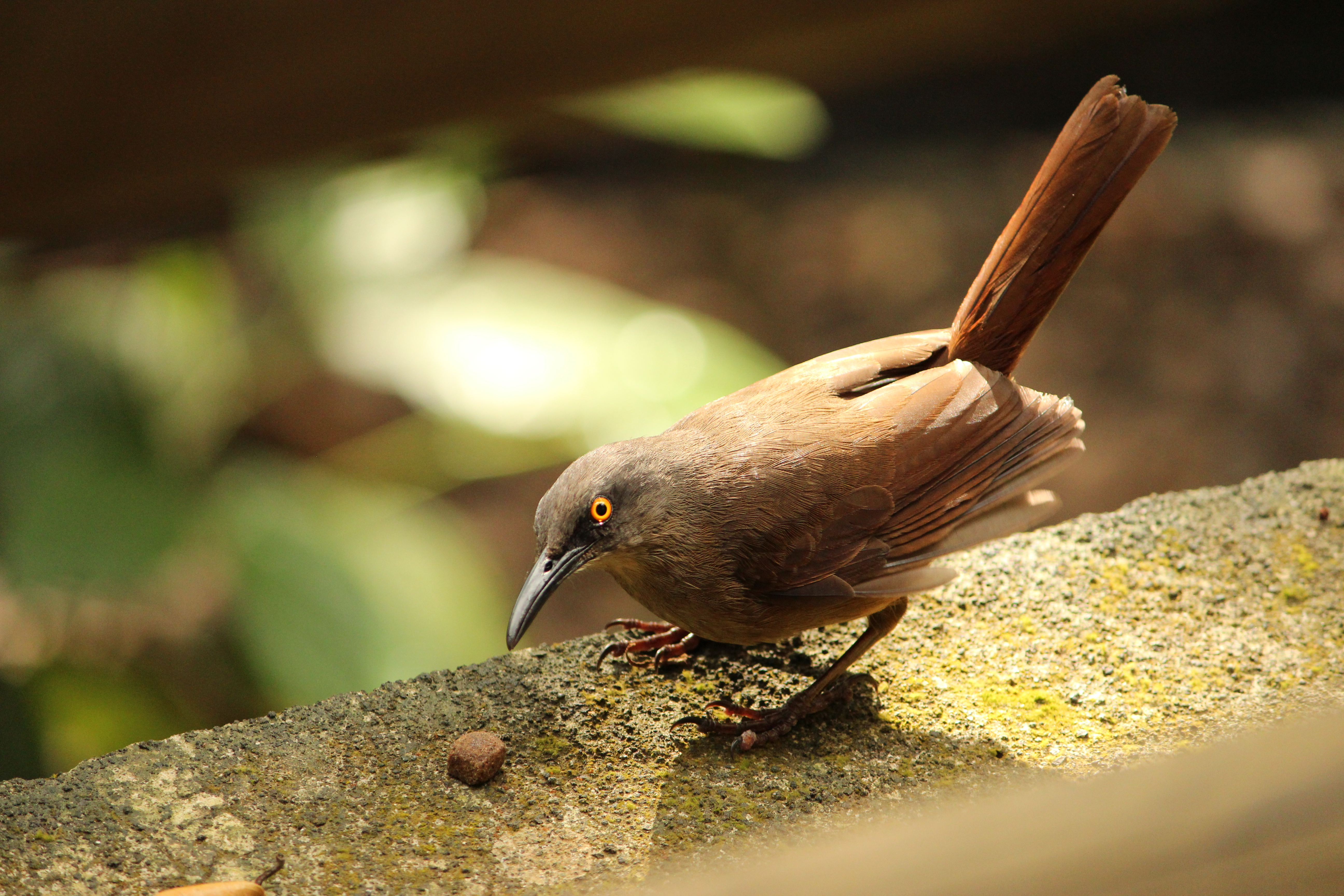
Braunzitterdrossel (Cinclocerthia ruficauda)
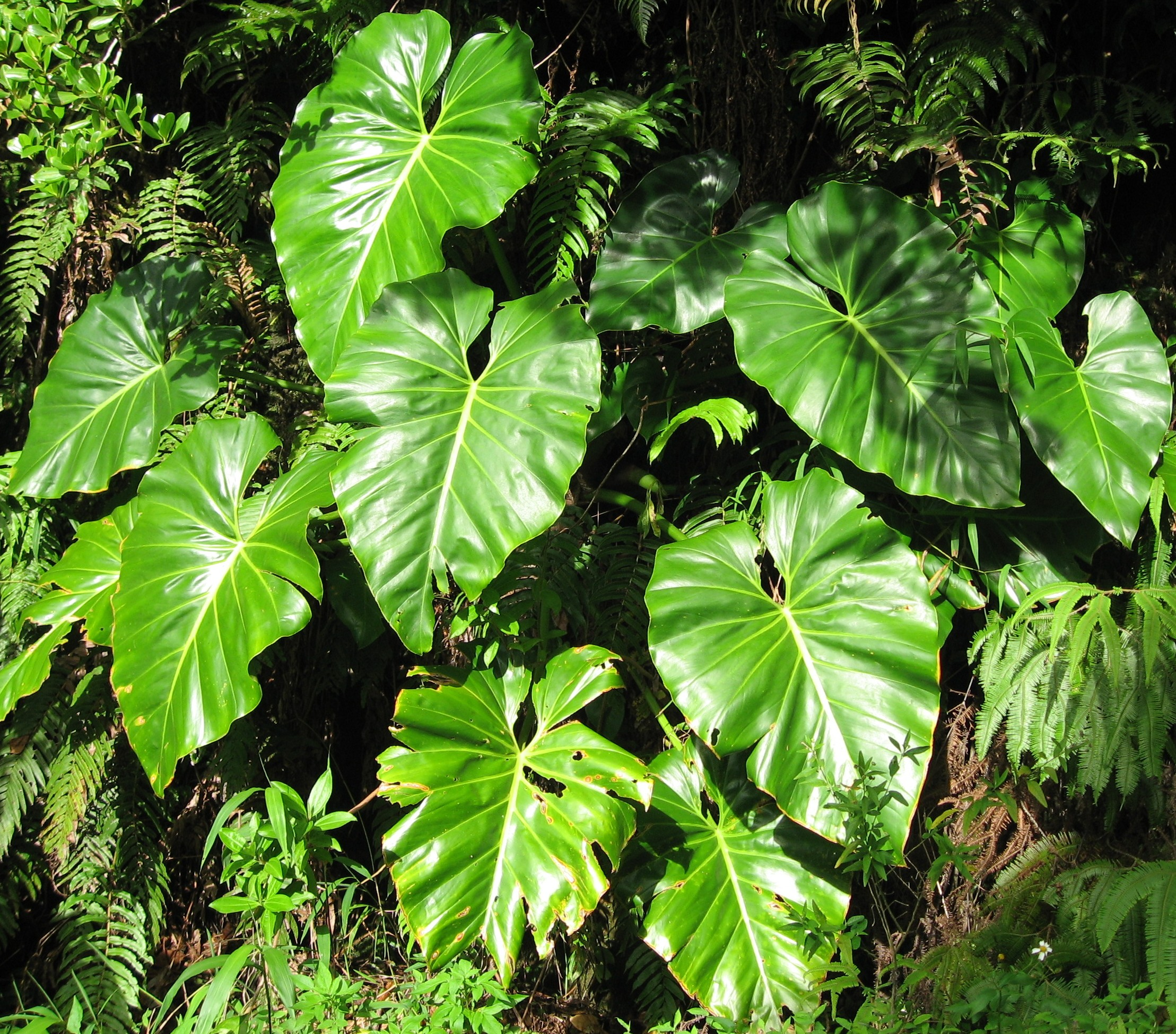
Philodendron giganteum
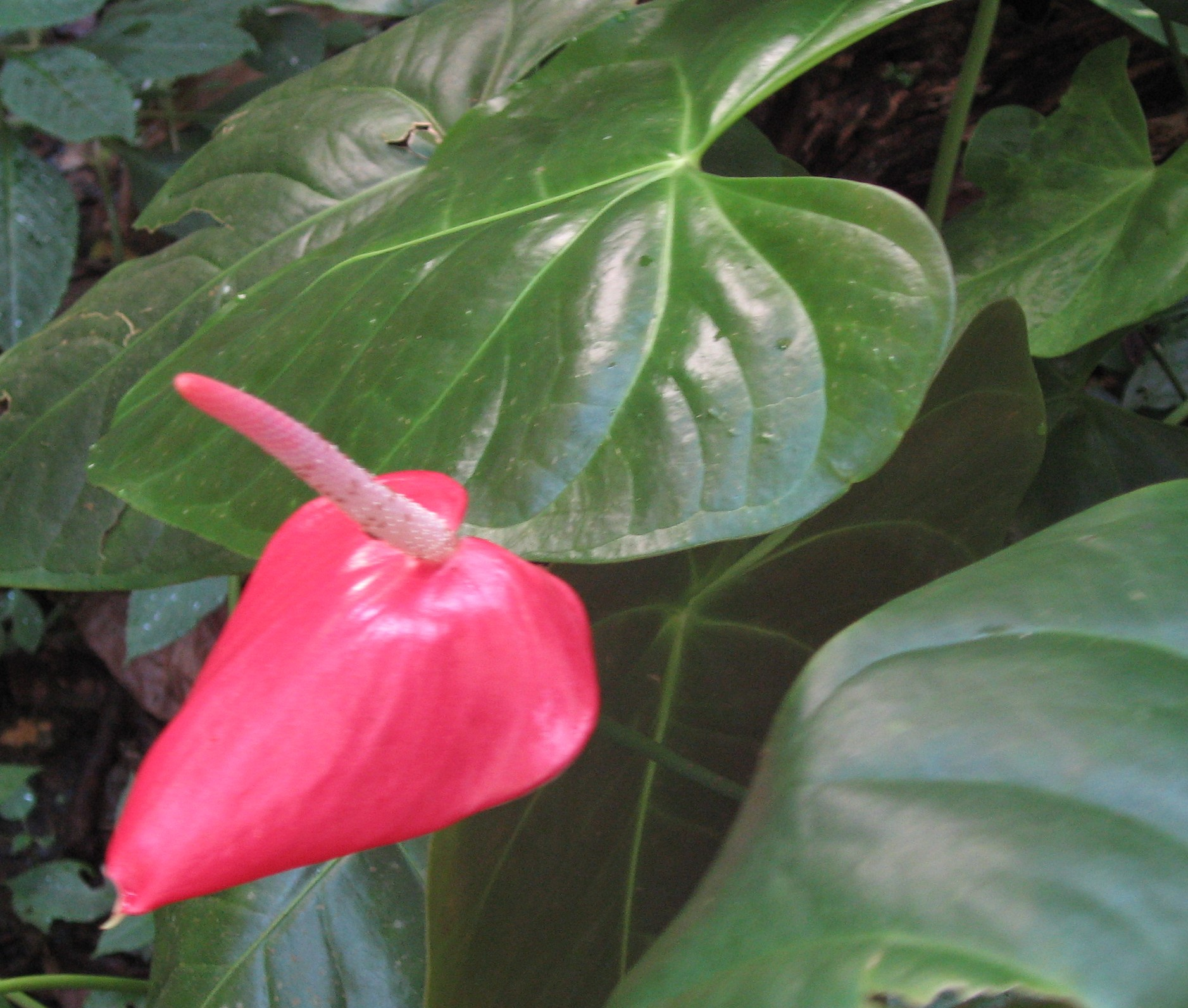
Große Flamingoblume (Anthurium andraeanum)